# Campeonato da Europa de Atletismo de 1966
A 8ª edição do Campeonato da Europa de Atletismo foi realizada de 30 de agosto a 4 de setembro de 1966 no Estádio Puskás Ferenc, em Budapeste, na Hungria. Foram disputadas 36 provas com 769 atletas de 30 nacionalidades. 

## Medalhistas

### Masculino
| Evento                                                                   | Ouro                                                                             | Ouro         | Prata                                                                                     | Prata     | Bronze                                                                                       | Bronze    |
| ------------------------------------------------------------------------ | -------------------------------------------------------------------------------- | ------------ | ----------------------------------------------------------------------------------------- | --------- | -------------------------------------------------------------------------------------------- | --------- |
| 100 metros                                                               | Wiesław Maniak (POL)                                                             | 10.5         | Roger Bambuck (FRA)                                                                       | 10.5      | Claude Piquemal (FRA)                                                                        | 10.5      |
| 200 metros                                                               | Roger Bambuck (FRA)                                                              | 20.9         | Marian Dudziak (POL)                                                                      | 21.0      | Jean-Claude Nallet (FRA)                                                                     | 21.0      |
| 400 metros                                                               | Stanisław Grędziński (POL)                                                       | 46.0         | Andrzej Badeński (POL)                                                                    | 46.2      | Manfred Kinder (FRG)                                                                         | 46.3      |
| 800 metros                                                               | Manfred Matuschewski (GDR)                                                       | 1:45.9 CR    | Franz-Josef Kemper (FRG)                                                                  | 1:46.0    | Bodo Tümmler (FRG)                                                                           | 1:46.3    |
| 1 500 metros                                                             | Bodo Tümmler (FRG)                                                               | 3:41.9       | Michel Jazy (FRA)                                                                         | 3:42.2    | Harald Norpoth (FRG)                                                                         | 3:42.4    |
| 5 000 metros                                                             | Michel Jazy (FRA)                                                                | 13:42.8 CR   | Harald Norpoth (FRG)                                                                      | 13:44.0   | Bernd Diessner (GDR)                                                                         | 13:47.8   |
| 10 000 metros                                                            | Jürgen Haase (GDR)                                                               | 28:26.0 CR   | Lajos Mecser (HUN)                                                                        | 28:27.0   | Leonid Mikitenko (URS)                                                                       | 28:32.2   |
| Maratona                                                                 | Jim Hogan (GBR)                                                                  | 2:20:04.6    | Aurèle Vandendriessche (BEL)                                                              | 2:21:43.6 | Gyula Tóth (HUN)                                                                             | 2:22:02.0 |
| 110 metros barreiras                                                     | Eddy Ottoz (ITA)                                                                 | 13.7 =CR     | Hinrich John (FRG)                                                                        | 14.0      | Marcel Duriez (FRA)                                                                          | 14.0      |
| 400 metros barreiras                                                     | Roberto Frinolli (ITA)                                                           | 49.8         | Gerd Lossdorfer (FRG)                                                                     | 50.3      | Robert Poirier (FRA)                                                                         | 50.5      |
| 3 000 metros obstáculos                                                  | Viktor Kudinskiy (URS)                                                           | 8:26.6 CR    | Anatoliy Kuryan (URS)                                                                     | 8:28.0    | Gaston Roelants (BEL)                                                                        | 8:28.0    |
| 20 km marcha                                                             | Dieter Lindner (GDR)                                                             | 1:29:25.0 CR | Vladimir Golubnichiy (URS)                                                                | 1:30:06.0 | Nikolay Smaga (URS)                                                                          | 1:30:18.0 |
| 50 km marcha                                                             | Abdon Pamich (ITA)                                                               | 4:18:42.0    | Genhady Agapov (URS)                                                                      | 4:20:01.2 | Aleksandr Shcherbina (URS)                                                                   | 4:20:47.2 |
| 4×100 metros estafetas                                                   | França · Marc Berger · Jocelyn Delecour · Claude Piquemal · Roger Bambuck        | 39.4 CR      | União Soviética · Edvin Ozolin · Armin Tuyakov · Boris Savchuk · Nikolay Ivanov           | 39.8      | Alemanha Ocidental · Hans-Jürgen Felsen · Gert Metz · Dieter Enderlein · Manfred Knickenberg | 39.8      |
| 4×400 metros estafetas                                                   | Polónia · Jan Werner · Edmund Borowski · Stanisław Grędziński · Andrzej Badeński | 3:04.5 CR    | Alemanha Ocidental · Friedrich Roderfeld · Jens Ulbricht · Rolf Krusmann · Manfred Kinder | 3:04.8    | Alemanha Oriental · Joachim Both · Günter Klann · Michael Zerbes · Wilfried Weiland          | 3:05.7    |
| Salto em altura                                                          | Jacques Madubost (FRA)                                                           | 2.12 m       | Robert Sainte-Rose (FRA)                                                                  | 2.12 m    | Valeriy Skvortsov (URS)                                                                      | 2.09 m    |
| Salto em comprimento                                                     | Lynn Davies (GBR)                                                                | 7.98 m CR    | Igor Ter-Ovanesyan (URS)                                                                  | 7.88 m    | Jean Cochard (FRA)                                                                           | 7.88 m    |
| Salto com vara                                                           | Wolfgang Nordwig (GDR)                                                           | 5.10 m CR    | Christos Papanikolaou (GRE)                                                               | 5.05 m    | Hervé d'Encausse (FRA)                                                                       | 5.00 m    |
| Triplo salto                                                             | Georgi Stoykovski (BUL)                                                          | 16.67 m CR   | Hans-Jürgen Rückborn (GDR)                                                                | 16.66 m   | Henrik Kalocsai (HUN)                                                                        | 16.59 m   |
| Lançamento do peso                                                       | Vilmos Varjú (HUN)                                                               | 19.43 m CR   | Nikolay Karasev (URS)                                                                     | 18.82 m   | Władysław Komar (POL)                                                                        | 18.68 m   |
| Lançamento do disco                                                      | Detlef Thorith (GDR)                                                             | 57.42 m CR   | Hartmut Losch (GDR)                                                                       | 57.34 m   | Lothar Milde (GDR)                                                                           | 56.80 m   |
| Lançamento do dardo                                                      | Jānis Lūsis (URS)                                                                | 84.48 m CR   | Władysław Nikiciuk (POL)                                                                  | 81.76 m   | Gergely Kulcsár (HUN)                                                                        | 80.54 m   |
| Lançamento do martelo                                                    | Romuald Klim (URS)                                                               | 70.02 m CR   | Gyula Zsivótzky (HUN)                                                                     | 68.62 m   | Uwe Beyer (FRG)                                                                              | 67.28 m   |
| Decatlo                                                                  | Werner von Moltke (FRG)                                                          | 7740 pts     | Jörg Mattheis (FRG)                                                                       | 7614 pts  | Horst Beyer (FRG)                                                                            | 7562 pts  |
| WR - recorde mundial; ER - recorde europeu; CR - recorde dos campeonatos |                                                                                  |              |                                                                                           |           |                                                                                              |           |

### Feminino
| Evento                                             | Ouro                                                                                    | Ouro       | Prata                                                                              | Prata    | Bronze                                                                                   | Bronze   |
| -------------------------------------------------- | --------------------------------------------------------------------------------------- | ---------- | ---------------------------------------------------------------------------------- | -------- | ---------------------------------------------------------------------------------------- | -------- |
| 100 metros                                         | Ewa Kłobukowska (POL)                                                                   | 11.5       | Irena Kirszenstein (POL)                                                           | 11.5     | Karin Frisch (FRG)                                                                       | 11.8     |
| 200 metros                                         | Irena Kirszenstein (POL)                                                                | 23.1 CR    | Ewa Kłobukowska (POL)                                                              | 23.4     | Vera Popkova (URS)                                                                       | 23.7     |
| 400 metros                                         | Anna Chmelková (TCH)                                                                    | 52.9 CR    | Antónia Munkácsi (HUN)                                                             | 52.9     | Monique Noirot (FRA)                                                                     | 54.0     |
| 800 metros                                         | Vera Nikolić (YUG)                                                                      | 2:02.8 =CR | Zsuzsa Szabóné Nagy (HUN)                                                          | 2:03.1   | Antje Gleichfeld (FRG)                                                                   | 2:03.7   |
| 80 metros barreiras                                | Karin Balzer (GDR)                                                                      | 10.7       | Karin Frisch (FRG)                                                                 | 10.7     | Elzbieta Bednarek (POL)                                                                  | 10.7     |
| 4×100 metros estafetas                             | Polónia · Elzbieta Bednarek · Danuta Straszynska · Irena Kirszenstein · Ewa Kłobukowska | 44.4 CR    | Alemanha Ocidental · Renate Meyer · Hannelore Trabert · Karin Frisch · Jutta Stöck | 44.5     | União Soviética · Vera Popkova · Valentina Bolshova · Lyudmila Samotyosova · Renate Laze | 44.6     |
| Salto em altura                                    | Taisia Chenchik (URS)                                                                   | 1.75 m     | Ludmila Komleva (URS)                                                              | 1.73 m   | Jarosława Bieda (POL)                                                                    | 1.71 m   |
| Salto em comprimento                               | Irena Kirszenstein (POL)                                                                | 6.55 m CR  | Diana Yorgova (BUL)                                                                | 6.45 m   | Helga Hoffmann (FRG)                                                                     | 6.38 m   |
| Lançamento do peso                                 | Nadezhda Chizhova (URS)                                                                 | 17.22 m    | Margitta Gummel (GDR)                                                              | 17.05 m  | Marita Lange (GDR)                                                                       | 16.96 m  |
| Lançamento do disco                                | Christine Spielberg (GDR)                                                               | 57.76 m CR | Liesel Westermann (FRG)                                                            | 57.38 m  | Anita Hentschel (GDR)                                                                    | 56.80 m  |
| Lançamento do dardo                                | Marion Lüttge (GDR)                                                                     | 58.74 m CR | Mihaela Peneş (ROM)                                                                | 56.94 m  | Valentina Popova (URS)                                                                   | 56.70 m  |
| Pentatlo                                           | Valentina Tikhomirova (URS)                                                             | 4787 pts   | Heide Rosendahl (FRG)                                                              | 4765 pts | Inge Exner (GDR)                                                                         | 4713 pts |
| WR - recorde mundial; CR - recorde dos campeonatos |                                                                                         |            |                                                                                    |          |                                                                                          |          |

## Quadro de medalhas
| Ordem | País               | Medalha de ouro | Medalha de prata | Medalha de bronze | Total |
| ----- | ------------------ | --------------- | ---------------- | ----------------- | ----- |
| 1     | Alemanha Oriental  | 8               | 3                | 5                 | 16    |
| 2     | Polónia            | 7               | 5                | 3                 | 15    |
| 3     | União Soviética    | 6               | 7                | 7                 | 20    |
| 4     | França             | 4               | 3                | 8                 | 15    |
| 5     | Itália             | 3               | 0                | 0                 | 3     |
| 6     | Alemanha Ocidental | 2               | 10               | 9                 | 21    |
| 7     | Reino Unido        | 2               | 0                | 0                 | 2     |
| 8     | Hungria            | 1               | 4                | 3                 | 8     |
| 9     | Bulgária           | 1               | 1                | 0                 | 2     |
| 10    | Tchecoslováquia    | 1               | 0                | 0                 | 1     |
| 10    | Iugoslávia         | 1               | 0                | 0                 | 1     |
| 12    | Bélgica            | 0               | 1                | 1                 | 2     |
| 13    | Grécia             | 0               | 1                | 0                 | 1     |
| 13    | Roménia            | 0               | 1                | 0                 | 1     |
|       | TOTAL              | 36              | 36               | 36                | 108   |

## Participantes
De acordo com uma contagem não oficial, 770 atletas de 29 países participaram do evento, um atleta mais do que o número oficial de 769 e um país menos do que o número oficial de 30 publicado. 
| - Albânia (20) - Áustria (11) - Bélgica (16) - Bulgária (14) - Checoslováquia (49) - Dinamarca (7) - Alemanha Oriental (61) - Finlândia (16) | - França (52) - Gibraltar (1) - Grécia (15) - Hungria (68) - Islândia (3) - Irlanda (8) - Itália (35) | - Luxemburgo (3) - Países Baixos (19) - Noruega (15) - Polónia (56) - Portugal (1) - Roménia (18) - União Soviética (83) | - Espanha (7) - Suécia (25) - Suíça (13) - Turquia (10) - Reino Unido (57) - Alemanha Ocidental (74) - Iugoslávia (13) |